# Fingerl Flitzer
Fingerl Flitzer, ungefär Snabba små fingrar, var en tysk musikgrupp från trakten av Krailing i Bayern. Gruppen bildades 2004 på förslag av Kathrin Segls mor, musiklärarinnan Heidi Vogl som också var gruppens manager. Fingerl Flitzer spelade folkmusikbetonad schlager, ofta kallad volkstümliche musik och upplöstes med utgången av 2013. Det sista framträdandet hölls på värdshuset Zum Alten Wirt i Prackenbach 14 september 2013 tillsammans med TirolSound och Andreas Hastreiter. En ny grupp, Iwadiwa (Immer Wieder A Dodal Iwadiwana Wahnsinns Abend), bildades senhösten 2013 av medlemmarna Stefanie Hutter och Regina Obermaier. Då Iwadiwa upplöstes några år senare, 2017, bildade Hutter gruppen Absolut voglwuid tillsammans med Corinna Zollner som 2007-2010 spelade i gruppen Die GeiWeidler.

## Medlemmar
- Stefanie Hutter från Untergschaidt,[7] född 7 februari 1993[8]: dragspel från Steiermark, fiol, harpa, basgitarr, gitarr och sång
- Regina Obermeier från Moosbach,[7] född 11 januari 1993[8]: dragspel från Steiermark, klarinett, basgitarr, hackbräde, klaviatur och sång
- Kathrin Segl (f. Vogl, gift med Sebastian Segl 25 maj 2013) från Krailing,[7] född 3 augusti 1990[8]: dragspel från Steiermark, gitarr, basgitarr, saxofon, slagverk och sång

## Diskografi
Album
- Mit Musik durch’s ganze Leben (2009)
- Fesch beinand im Dirndlgwand (2010)
- Aller guten Dinge sind Drei (2011)

Singel
- "So a fesche Weihnachtsmusi" (2010)[9]

## Utmärkelser
- 2007 års Alpen Grand Prix: tredje plats[7]
- 2009 års Musikantenstadl: andra plats[10]